# Gyrogyne subaequifolia
Gyrogyne es un género monotípico de plantas herbáceas  perteneciente a la familia Gesneriaceae. Su única especie: Gyrogyne subaequifolia W.T.Wang, es originaria del sur de China.

## Descripción
Es una planta herbácea perennifolia de hábitos  terrestres , poco rizomatosa. El tallo caulescente, erecto, con dos o tres nodos , no ramificados . Las hojas son opuestas , pecioladas , ligeramente desiguales en un par, lámina ovada , márgenes toscamente serrados . La inflorescencia ( pseudo-) terminal, pedunculada con pocas flores; bracteolas ausentes , flores pediceladas . Sépalos connados en la mitad inferior , plegados . Corola blanca , tubo corto , ancho y sacciforme en la base. Fruto desconocido.

## Distribución y hábitat
Se distribuyen por el sur de China en Guangxi, donde crece en los bordes de caminos sombreados en las regiones montañosas a baja altura.  

## Taxonomía
Gyrogyne subaequifolia fue descrita por Wen Tsai Wang  y publicado en Bulletin of Botanical Research, Harbin 1(3): 43–44, pl. 7, f. 1–7. 1981.
Etimología
Gyrogyne nombre genérico que deriva del griego γυρος ,  gyro = "recorrido", y γυνη , gyne  = , "esposa", se refiere a la parte femenina de la flor, en alusión al ovario globoso comprimido.